# Virke
Här avses bearbetad timmerråvara, för obearbetat trä se Timmer. Se även Virke (olika betydelser).
|  | Wiktionary har en ordboksartikel om virke. |

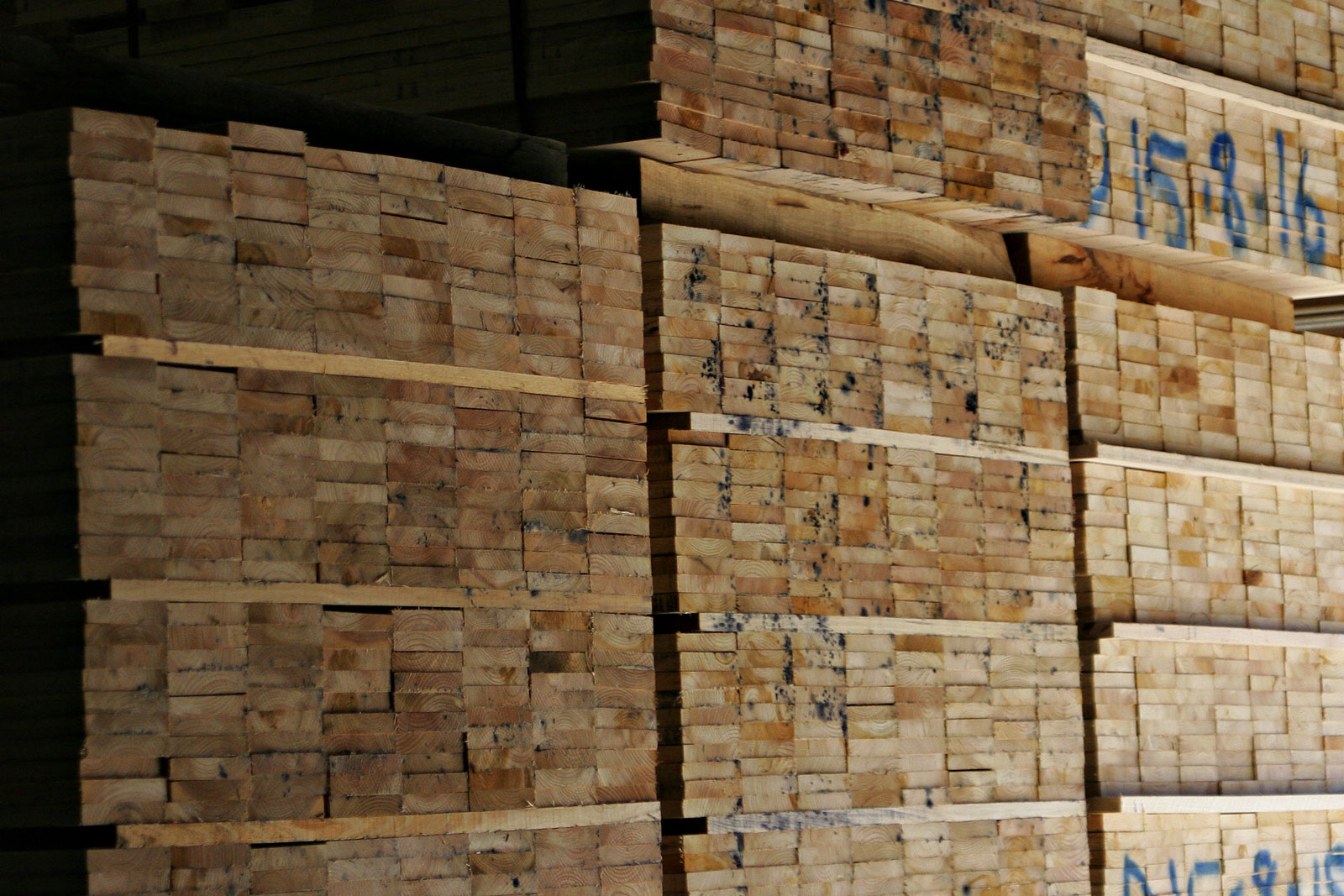
Sågat och staplat virke.

Virke är timmerråvara som är bearbetad i exempelvis ett sågverk och består enbart av materialet trä (trävaror). Det sågade virket kan till exempel vara byggnadsvirke eller snickerivirke som förädlas vidare till produkter i industrin eller exporteras. Sortering och klassificering av sågat virke görs vid sågverken. Furu och gran sorteras vanligen enligt regler kallade Nordiskt Trä, som är ett gemensamt regelverk för Sverige, Norge och Finland. Konstruktionsvirke sorteras enligt särskilda regler.

## Gagnvirke
Gagnvirke är virke som kan förädlas ekonomiskt. Det är med andra ord ett samlingsbegrepp för olika virkessortiment, främst timmer, massaved och stolpar. Däremot brukar inte ved till bränsle betecknas som gagnvirke.

## Snickerivirke
Snickerivirke avser sågat virke som är klassat i en högre klass än byggnadsvirke. Även lövträd och andra importerade träslag är oftast avsedda till snickerivirke. Virket levereras i stor utsträckning okantat, men avbarkat för att eliminera angrepp av skadeinsekter.

## Byggnadsvirke
Byggnadsvirke är virke som främst är avsett för byggnadsändamål. Det indelas i flera olika klasser beroende på användningsområde i en byggnad. Byggnadsvirke levereras som sågad eller hyvlad vara i olika kvaliteter och utföranden. Några exempel är olika bräder med spont, golvträ, råspont, samt panel för utvändig eller invändig montering i byggnader. Byggnadsvirkets standarddimensioner kan skilja sig från land till land.  
Råplan, det vill säga råhyvlat (råplanat) virke har tre hyvlade sidor, en flatsida (för tjocklekens skull) och de två kantsidorna.

### Konstruktionsvirke
Konstruktionsvirke (eller K-virke) är byggnadsvirke avsett för bärande konstruktioner Av denna anledning klassas konstruktionsvirke efter dess hållfasthet. Klassningen kan endera ske visuellt eller med en maskinell metod. Vid den visuella sorteringen ska faktorer som påverkar hållfastheten kontrolleras, exempelvis kvistar, röta, snedfibrighet och vresved. Med en maskinell metod görs istället ett icke förstörande böjprov. Konstruktionsvirke som sorterats endera visuellt eller maskinellt delas sedan in i hållfasthetsklasserna C14, C16, C18, C20, C22, C24, C27, C30, C35 och C40 enligt SS-EN 338. Siffrorna anger hållfastheten vid böjning parallellt med fibrerna.
Konstruktionsvirke finns i Sverige med en tjocklek 22, 45 och 70 mm samt bredd 45, 70, 95, 120, 145, 170, 195 och 220 mm. För större dimensioner används ofta limträ.

## Virkesdimensioner
| Exempel på virkesdimensioner av byggnadsvirke och snickerivirke | Exempel på virkesdimensioner av byggnadsvirke och snickerivirke | Exempel på virkesdimensioner av byggnadsvirke och snickerivirke | Exempel på virkesdimensioner av byggnadsvirke och snickerivirke | Exempel på virkesdimensioner av byggnadsvirke och snickerivirke | Exempel på virkesdimensioner av byggnadsvirke och snickerivirke |
| Äldre standard (inch)                                           | Sågat virke (mm)                                                | Hyvlad vara, Sverige (mm)                                       | Hyvlad vara, Australien (mm)                                    | Hyvlad vara, Tyskland (mm)                                      | Hyvlad vara, Nederländerna (mm)                                 |
| --------------------------------------------------------------- | --------------------------------------------------------------- | --------------------------------------------------------------- | --------------------------------------------------------------- | --------------------------------------------------------------- | --------------------------------------------------------------- |
| 2 × 4                                                           | 50 × 100                                                        | 45 × 95                                                         | 45 × 90                                                         | 60 x 60                                                         | 50 x 150                                                        |
| 1 × 3                                                           | 25 × 75                                                         | 22 × 70                                                         | 19 × 70                                                         | 60 x 80                                                         | 50 x 175                                                        |
| 3 × 3                                                           | 75 × 75                                                         | 70 × 70                                                         | ej använd                                                       | 60 x 100                                                        | 50 x 200                                                        |
| 2 × 7                                                           | 50 × 175                                                        | 45 × 170                                                        | ej använd                                                       | 60 x 120                                                        | 63 x 160                                                        |
| 2 × 3                                                           | 50 × 75                                                         | 45 × 70                                                         | 45 × 70                                                         | 60 x 140                                                        | 63 x 175                                                        |
| 1 × 4                                                           | 25 × 100                                                        | 22 × 95                                                         | 19 × 90                                                         | 60 x 160                                                        | 63 x 200                                                        |
| 1 × 5                                                           | 25 × 125                                                        | 22 × 120                                                        | 19 × 120                                                        | 60 x 180                                                        | 63 x 225                                                        |
| 2 × 5                                                           | 50 × 125                                                        | 45 × 120                                                        | 45 × 120                                                        | 60 x 200                                                        | 75 x 225                                                        |
| 2 x 6                                                           | 50 x 150                                                        | 45 x 145                                                        | 45 x 145                                                        | 70 x 180                                                        | 75 x 250                                                        |
| 2 x 7                                                           | 50 x 180                                                        | 45 x 170                                                        | 45 x 170                                                        | 70 x 200                                                        | 75 x 300                                                        |
| 2 x 8                                                           | 50 x 200                                                        | 45 x 195                                                        | 45 x 195                                                        | 70 x 220                                                        | 100 x 250                                                       |
| 2 x 9                                                           | 50 x 225                                                        | 45 x 220                                                        | 45 x 220                                                        | 70 x 240                                                        | 100 x 300                                                       |

1. ↑  Måttet gäller ohyvlat vara; efter hyvling en aning undermått.
Obs, brädgårdsmått är alltid "Londontum", d.v.s. inch. Svensk (verk)tum är något mindre.

## Skadeinsekter
Trä kan angripas av en rad insekter, vilka i vardagligt tal kallas skadeinsekter. En del angriper levande träd i skogen, medan andra angriper byggnadsvirke som lagras utomhus eller delar i hus. För att undgå angrepp av skadeinsekter är det viktigt för byggnadsvirke och virke från de flesta lövträd att barken är avlägsnad, barkad med barkmaskin eller med ett barkjärn. 
En del insekter angriper endast splintveden (den yttre delen av en trädstam närmast barken). Dessa skador kan vara begränsade till någon centimeter under bark. Det är insektens larv som lever i virket, en del kan komma med virket in i ett hus medan några arter kan komma in under den tid insekten svärmar. Angripet virke måste eller bör kasseras eftersom angreppet har försvagat virket.

### Inflyttande insekter som kan föröka sig inomhus
- Husbock angriper torrt virke av barrträd i hus eller byggnader och är den svåraste virkesförstöraren inomhus.
- Blåhjonet lever i den inre delen av barken och yttre delen av splintveden.
- Tallbockens larv är gulvit, längd 25-40 och 6 mm i diameter och gnager gångar 10–15 mm i diameter. Tallbockens flyghål är 6–10 mm cirkelrunda hål och dess gångar 5–8 cm in i veden.

### Insekter som angriper virke och timmer med bark, men inte kan föröka sig inomhus
- Trägnagare kan vara envis trägnagare som gör parallella gångar i träets fiberriktning, eller strimmig trägnagare som gnager oregelbundna gångar.
- Mjuka trägnagaren lever i den inre delen av barken och yttre delen av splintveden.
- Vedstekeln liknar en geting, lite mörkare i färgen. Honan, som är störst, kan ha en längd upp mot 45 mm, dess larv lever i virke.
- Hästmyror

## Svamp och svampangrepp
- Hussvamp är den enda som förökar sig i torrt virke, den kan hämta sin fukt flera meter från sin egentliga växtplats i huset. Hussvampens betingelser är fukt och kalk samt helst över +20 grader Celsius för att utvecklas optimalt.
- Röta förorsakas av olika rötsvampar.
- Blånadssvampar uppträder i virke som har en fuktighet närmast fibermättnad, gynnsammast temperatur är 20+ till 30+. Blånadssvampar uppträder oftast i ytveden, men kan tränga in i veden. Blånad försvagar inte virket.
- Vitröta kan angripa vedens alla komponenter. Den form – "selektiv delignifiering", som man oftast ser i virke angriper huvudsakligen hemicellulosa och lignin, och lämnar cellulosan kvar – särskilt vid svårare angrepp är den dock kraftigt depolymeriserad.
- Brunrötesvamp angriper huvudsakligen hemicellulosa och cellulosa och lämnar kvar ett modifierat brunfärgat lignin. Vid svåra angrepp är veden redudcerad till ett skört ligninskelett. Nedbruten ved kännetecknas på ett kubmönster och det bruna damm.
- Mjukrötesvamp veden verkar hård, men är skör och ofta kraftigt missfärgad.
- Soft rot liknar brunrötesvampen men nedbrytningen går långsammare, samt att det behövs ett fuktigare klimat.

## Historiska yrkestitlar
Virkessortering kallades förr klampning, och de som utförde detta arbete kallades klampare. Därefter staplades virket i travar, så kallade stabbar, och de som gjorde detta kallades stabbläggare.